# Astiphromma watanabei
Astiphromma watanabei är en stekelart som först beskrevs av Tohru Uchida 1929.  Astiphromma watanabei ingår i släktet Astiphromma och familjen brokparasitsteklar. Inga underarter finns listade.